# Équipe cycliste Zonca
Zonca est une équipe cycliste masculine italienne active de 1970 à 1979 et dirigée par Ettore Milano

## Principaux résultats
- Trophée Matteotti : Davide Boifava (1972)
- Tour du Nord-Ouest de la Suisse : Roland Salm (1974, 1975)
- Tour du Frioul : Franco Bitossi (1976)
- Coppa Sabatini : Piero Spinelli (1976), Leonardo Mazzantini (1979)
- Tour de la province de Reggio de Calabre : Constantino Conti (1977)
- Milan-Turin : Pierino Gavazzi (1978)
- Tour de Campanie : Pierino Gavazzi (1979)

### Sur les grands tours
- Tour d'Italie
  - 8 participations (1972 à 1979)
  - 4 victoires d'étapes :
    - 1 en 1973 : Gianni Motta
    - 2 en 1978 : Giancarlo Bellini, Pierino Gavazzi
    - 1 en 1979 : Bruno Wolfer

  - 1 classement annexe :
    - Grand Prix de la montagne : Üli Sutter (1978)